# Peu de trinxera

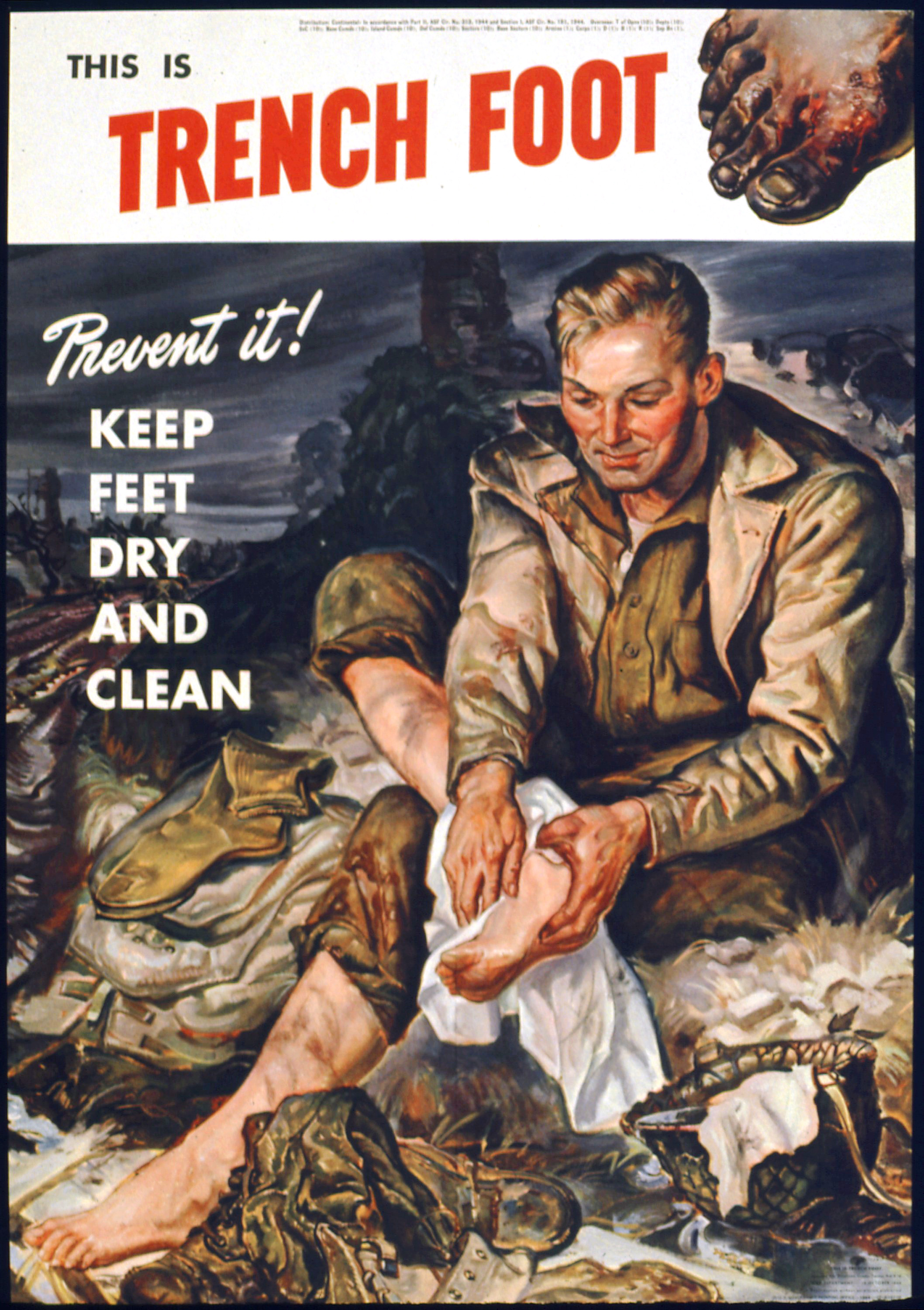
Informació de l'Oficina de Guerra estatunidenca per als soldats durant la Segona Guerra Mundial: «Això és Peu de Trinxera. Eviti-ho! Mantingui els peus secs i nets.»

El peu de trinxera, també conegut com a peu d'immersió, és el nom amb què es coneix a la malaltia descrita per primera vegada durant la Primera Guerra Mundial als soldats que havien romàs durant l'hivern en trinxeres negades d'aigua. Consisteix en un edema vermell i dolorós al peu, acompanyat de focus supurats, limfangitis i hiperpolsatilitat arterial.

## Patologia
Es tracta d'una afecció semblant a la congelació, deguda a l'acció prolongada de la humitat sobre la pell, combinada amb un trastorn circulatori ocasionat pel fred i la inacció.
Es una forma especial de congelació a la pell de les cames, que és conseqüència de mantenir les extremitats durant temps llargs en ambients negats i humits. Si es troba un edema, és important assecar ràpidament els peus i escalfar-los, i també evitar que es tornin a col·locar en un ambient humit. En cas contrari, la malaltia es desenvolupa ràpidament.

## Causes
El peu de trinxera és propiciat per l'acumulació de mala nutrició, deshidratació, calçat inapropiat i mitjons mullats. Les persones que suen molt són més propícies a contreure aquesta malaltia. La manera de combatre el mal és tenir a mà mitjons nets i secs tot el temps.

## Fases de la malaltia
Després de quatre o cinc dies d'exposició al fred i la humitat, la malaltia es desenvolupa en tres fases. En la primera, existeix una vasoconstricció pel fred i la humitat, que causa l’arribada de poc oxigen a les cèl·lules del peu (hipòxia). Els peus se senten freds al tacte, estan lleugerament augmentats de volum i la pell estovada, es desenvolupen pruïges i ungla dolorosa com a símptomes principals. Quan es reescalfa el peu, els teixits danyats es tornen vermellosos i són dolorosos al tacte. El dolor pot durar des d'hores fins a dies.
En la segona fase les cèl·lules resulten danyades per la falta de circulació sanguínia i quan els vasos sanguinis es descongestionen els teixits s’edematizen i supuren per l'excés de líquids. El malalt sent un formigueig dolorós que no disminueix. Quan es reescalfa el peu, apareixen butllofes i úlceres que quan s'obren mostren el teixit mort. En casos severs el resultat és la gangrena. El sofriment pot durar de 2 a 6 setmanes.
La tercera fase pot durar setmanes o mesos. Les butllofes desapareixen i el peu recobra la seva aparença normal, augmentant la transpiració als peus. La sensibilitat al fred s'aguditza, els nivells de dolor són variables, es presenta coïssor i parestèsia. El peu danyat és susceptible de sofrir danys en un futur a causa del fred.

## Tractament
El tractament a aplicar consisteix a assecar els peus acuradament, rentar-los si estan bruts, remullar-los en aigua tèbia i assecar-los molt bé, mantenir-los elevats per sobre del cor del pacient mentre es reescalfen. No s'han de fregar ni col·locar-los a prop a fonts d'intensa calor, com fogueres o estufes, per exemple. No s'han d'usar cremes ni locions, ni s'han de rebentar les butllofes. No s’hi han de fer massatges ni exposar-los a calor intensa. S'han d'administrar antibiòtics, analgèsics i sèrum antitetànic, seguint les indicacions del medicament.

## Història
Els primers casos d'aquesta malaltia, van ser vists en els soldats de l'exèrcit de Napoleó Bonaparte en 1812, durant la Retirada de Rússia, els que per la seva àmplia freqüència van ser observats i descrits per Dominique Jean Larrey.
El seu nom prové del que va succeir amb els soldats de la Primera Guerra Mundial, en estar tant de temps a les trinxeres i, especialment, a l'hivern i en la fase de Guerra de trinxeres. També es van veure casos a la Segona Guerra Mundial, a la Guerra de Vietnam, i una reaparició de la malaltia entre les tropes angleses i argentines durant la Guerra de les Malvines el 1982, on les seves causes van ser el fred, humitat i el calçat insuficient per al terreny.
Algunes persones van declarar haver desenvolupat peu de trinxera el 1998 i 2007 durant el Glastonbury Festival, el 2009 al Leeds Festival i el 2012 en el Download Festival com a resultat del constant fred i l'humit i fangós dels terrenys on van ocórrer els esdeveniments.

## Al cinema
A la sèrie de HBO Band of Brothers es refereix als peus de trinxera en diverses ocasions, especialment en els capítols dedicats a la batalla de Bastogne.